# احمدسرا (تنکابن)
احمدسرا (تنکابن)، روستایی از توابع بخش مرکزی شهرستان تنکابن در استان مازندران ایران است.

## جمعیت
این روستا در دهستان گلیجان قرار دارد و براساس سرشماری مرکز آمار ایران در سال ۱۳۸۵، جمعیت آن ۴۱۶ نفر (۱۱۸خانوار) بوده‌است.